# Irish Chamber Orchestra
Das Irish Chamber Orchestra (ICO) (irisch Ceolfhoireann Aireagail na hÉireann) ist ein Orchester der University of Limerick und
besteht aus irischen sowie internationalen Spielern.
Von 2006 bis 2011 hatte Anthony Marwood die Stelle des Künstlerischen Direktors inne. Ihm folgte 2011 Jörg Widmann als Dirigent und Artistic Partner, seit 2013 ist auch Gábor Tákacs Nagy Artistic Partner.
Großen Erfolg errang das Ensemble auf seiner Asien-Tournee, bei der es vom Publikum stürmisch gefeiert wurde. Außerdem spielte das Orchester in ganz Europa und in den USA, darunter auch im John F. Kennedy Center for the Performing Arts in Washington, D. C.
Das Repertoire des Ensembles reicht vom Barock bis zu Zeitgenössischer Literatur.
Bekannte Solisten, die mitgewirkt haben, sind unter anderem: Nigel Kennedy, Bruno Giuranna, Mariana Sîrbu sowie Günter Pichler. 2005 arbeitete das Orchester mit dem Dirigenten James Galway, trat beim MBNA Shannon International Music Festival auf und konzertierte mit dem Violinvirtuosen Maxim Wengerow.

## Diskografie
- Silver Apples of the Moon; Director/Solist: Fionnuala Hunt, Violine
- Strings A-stray; Director: Fionnuala Hunt, Violine
- Tschaikowsky: Souvenir de Florence op.70, Serenade op.48; Director: Fionnuala Hunt, Violine
- Kennedy plays Bach; Director/Solist: Nigel Kennedy, Violine